# 52가 (맨해튼)

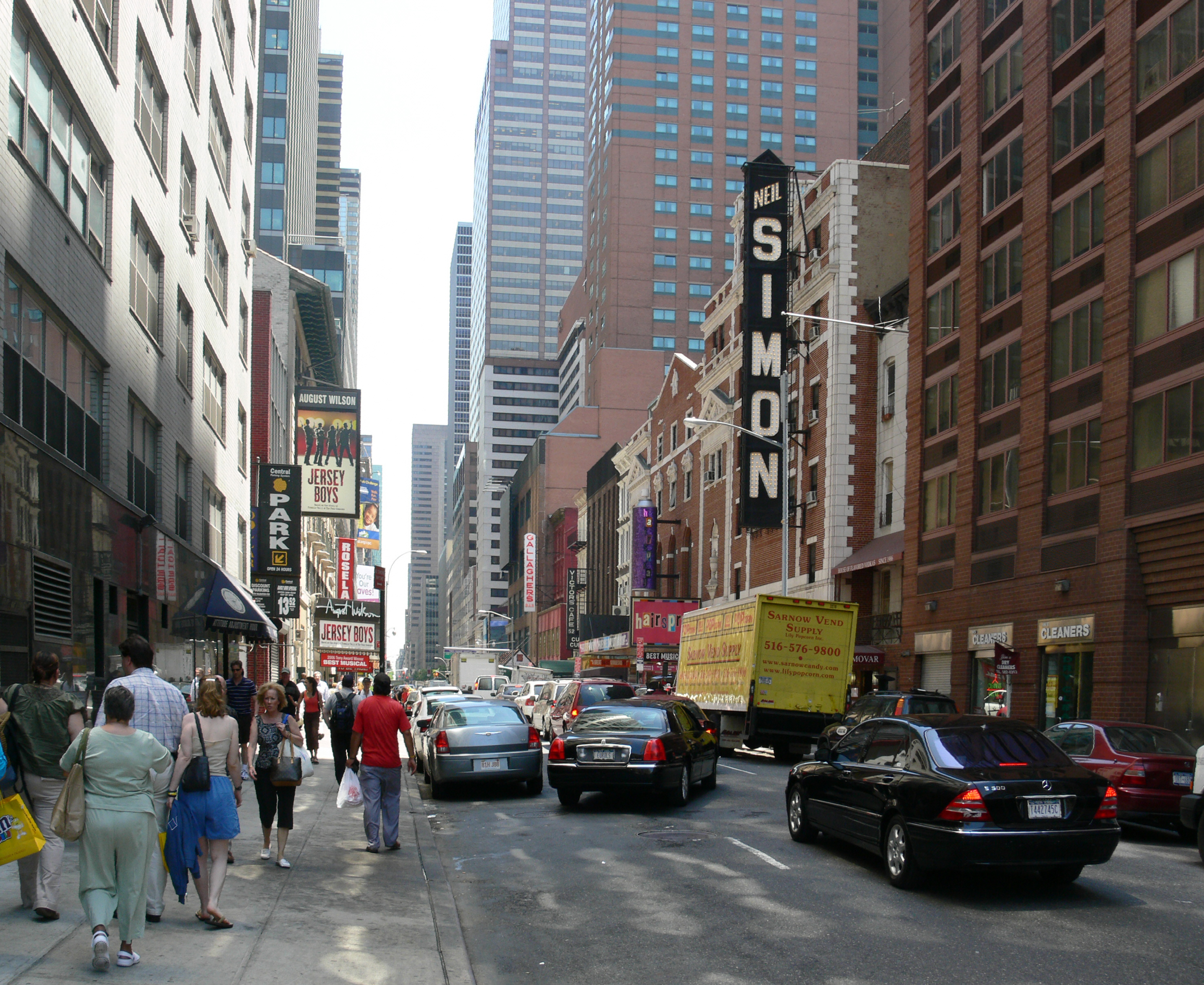
2007년 52번가 극장

52가(52nd Street)는 1.9마일(3.1km) 길이의 일방통행로로 뉴욕 미드타운 맨해튼을 가로질러 서쪽으로 이동한다. 그것의 짧은 부분은 1930년대부터 1950년대까지 그 도시의 재즈 공연의 중심지로 알려져 있었다.

## 재즈 센터
1933년 금주법 폐지에 이어 52가가 133가를 도시의 '스윙 스트리트'로 바꿨다. 5번가와 7번가 사이의 52번가의 블록은 재즈 클럽들이 풍부하고 활기찬 길거리 생활로 유명해졌다. 이 거리는 브로드웨이와 '법적' 나이트클럽에서 연주하는 음악가들에게 편리했으며 CBS 스튜디오의 장소이기도 했다. 초저녁에 다른 사람들을 위해 연주했던 음악가들이 52가에서 연주했다.

## 대중문화에서
빌리 조엘은 《52nd Street》라는 스튜디오 음반을 가지고 있다.